# Todos odian a Hugo
Todos Odian a Hugo (título original: Everybody Hates Hugo) es el capítulo n.° 4 de la Segunda Temporada de Lost. Hurley sufre dificultades con una tarea asignada en el interior del búnker. Michael, Sawyer y Jin descubren que sus captores son en efecto otros sobrevivientes del vuelo 815 de Oceanic. Flashback de Hugo Reyes.

## Trama

### Flashbacks
Después de que Hugo (Jorge Garcia) descubre sus números ganadores de la lotería, mantiene su victoria en secreto y renuncia a su trabajo en un restaurante de comida rápida junto con su amigo Johnny (DJ Qualls), el cual es dirigido por Randy Nations (Billy Ray Gallion), quien después sería jefe de Locke. Los amigos se divierten haciéndole una broma a su antiguo jefe Randy, y yendo a una tienda de discos donde Hurley invita a salir a Starla (Marguerite Moreau). Hurley le pide a Johnny que le prometa que nunca cambiarán, y Johnny está de acuerdo. Johnny llega a una gasolinera local para comprar cerveza, pero se da cuenta de que los equipos de noticias hablan con el asistente. Cuando el empleado señala en voz alta a Hurley como el comprador del billete de lotería ganador, la expresión de asombro de Johnny revela claramente que, a pesar de su promesa, todo ha cambiado.

### En la isla
Locke (Terry O'Quinn) ha desarrollado un sistema de turnos para vigilar el contador del refugio. Por ahora, los náufragos han optado por no contar al resto del grupo el secreto para evitar así que los víveres se agoten y el equipo se dañe. No obstante, Hurley no está de acuerdo con esta política y le está creando mucho estrés y remordimientos. En un momento, Hurley tiene un sueño extraño, en el que Jin (Daniel Dae Kim) le dice a Hurley, en inglés, que "todo va a cambiar". Cuando Charlie (Dominic Monaghan) le pregunta a Hurley si el búnker contiene comida, específicamente mantequilla de maní para Claire, él evita la pregunta, enojando a Charlie. Hurley decide contratar a Rose (L. Scott Caldwell) para que le ayude a hacer un inventario. Inseguro de su capacidad para racionar la comida de una manera que mantenga a todos felices, intenta renunciar, pero John Locke no lo deja. Hurley luego se prepara para volar la despensa con dinamita, pero Rose interviene. Hurley le explica que la comida, la nueva riqueza para los sobrevivientes, cambiará todo y todos llegarán a odiarlo, así como las cosas cambiaron cuando todos supieron que ganó la lotería; sin embargo, Rose le habla de su plan. Más tarde, Hurley informa a Jack (Matthew Fox) de su decisión de regalar toda la comida, argumentando que las tiendas de alimentos no son mucho cuando se dividen entre todos los sobrevivientes. La comida se distribuye gratuitamente y los supervivientes disfrutan de un festín. Todos aprecian la decisión de Hurley, incluido Charlie, quien le da a su benefactor un abrazo de reconciliación.
Mientras tanto, la botella de mensajes de la balsa, en la que viajaban Michael, Sawyer, Jin y Walt, llega a tierra. Claire (Emilie de Ravin) y Shannon (Maggie Grace) se la dan a Sun (Yunjin Kim) y ella opta por enterrarla en la playa. En la escotilla, Jack y Sayid (Naveen Andrews) inspeccionan la misteriosa barricada de hormigón que bloquea lo que parece ser un pasillo hacia otra sección del búnker. Descubren que la barrera es muy gruesa y que el corredor también está bloqueado en el nivel de los cimientos.
Por otro lado, Jin (Daniel Dae Kim), Michael (Harold Perrineau) y Sawyer (Josh Holloway) logran hablar con sus captores, quienes afirman ser los pasajeros de la cola del avión y, cuando se ganan su confianza, los llevan a su refugio, otro búnker de Dharma Initiative que usan como defensa, ya que apenas quedan supervivientes; en esa parte de la isla, la vida no es tan sencilla como para los otros. Una mujer llamada Libby (Cynthia Watros) les dice que hubo 23 sobrevivientes de la sección de cola del avión, aunque ahora quedan muy pocos.